# Никифоров Олексій Федорович
Никифоров Олексій Федорович (4 (17) березня 1915, с. Яковлєвка Уфимської губернії, нині Башкортостан, Росія — 21 березня 1977, Ялта) — військовик. Герой Радянського Союзу (1944). Був учасником Другої світової війни, нагороджений державними та бойовими нагородами СРСР[якими?]. В армії служив у 1936—1938 роках, згодом 1942 року повернувся до війська, на фронті з 1943 року. Відзначився у вересні того ж року як командир відділення саперного взводу 58-го гвардійського кавалерійського полку 16-ї гвардійської Чернігівської кавалерійської дивізії під час визволення смт. Мена і форсування Дніпра поблизу села Нивки (Гомельська область, Білорусь).
1945 року демобілізований, відтоді мешкав і працював у Ялті.